# Conodonts

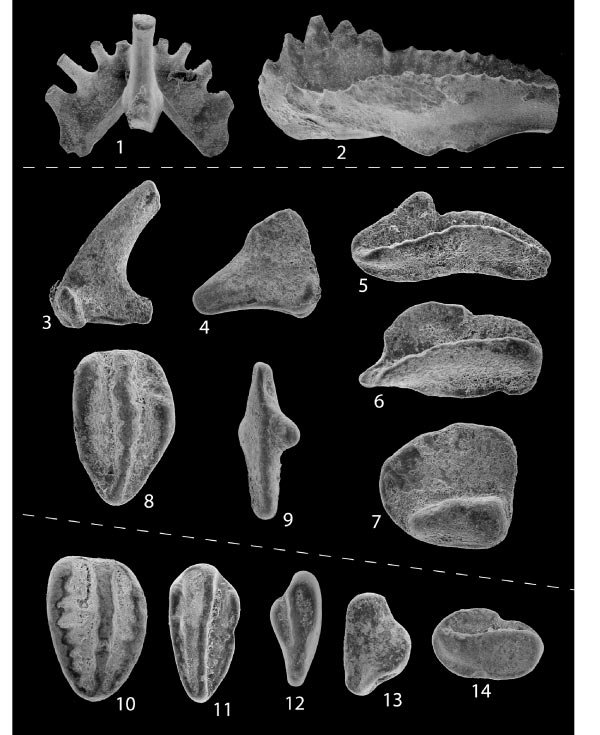
«Dents» de conodont del Carbonífer Inferior.

Els conodonts (Conodonta, gr. 'dents còniques') són una classe extinta de cordats marins. Durant molts anys es van conèixer només a partir de microfòssils dentiformes d'escassos mil·límetres que, malgrat la seva abundància, havien estat sempre trobats de forma aïllada, mai associats al fòssil de l'animal que els va posseir. Es troben en el registre fòssil des del Cambrià mitjà fins al Juràssic inferior. El coneixement sobre els teixits tous és escàs. A partir del 1992, els conodonts es classifiquen dins l'embrancament dels cordats, basant-se en que tenien aletes amb raigs, músculs en forma de galó i notocordi.

## Característiques
A principis de la dècada de 1980 es van trobar per primera vegada conodonts associats amb el fòssil de l'organisme al què van pertànyer, en un jaciment de tipus lagerstätten. Això és perquè el cos d'aquests animals era tou i només les dents havien fossilitzat en la majoria de casos. El 1994 es van trobar fòssils molt ben conservats del gènere Promissum, sorprenents per la seva gran mida.
A partir de les onze impressions de conodonts conegudes, denominades de vegades condontòfors, es dedueix que eren organismes d'aspecte similar a una anguila amb 15, més rarament 19, elements al cap situats amb simetria bilateral, incloent-hi un aparell alimentari radicalment diferent de la mandíbules dels moderns peixos. Malgrat la seva ferotge aparença, es creu que van ser animals herbívors; els "dents" eren usats probablement per filtrar plàncton. No obstant això, no és impossible que alguns usessin les dents per mossegar. Potser les tres morfologies dentàries (coniformes, ramiformes i pectiniformes) tenien diferents funcions. La posició lateral dels ulls no és comú en animals carnívors.

## Afinitats
Avui està àmpliament admès que els conodonts posseïen grans ulls, aletes amb radis, músculs en forma de galó i notocordi. Aquestes tres últimes característiques són definitòries de l'embrancament del cordats (com ara els vertebrats) segons les classificacions més recents. Tanmateix, aquestes classificacions no són en absolut segures. Milsom i Rigby (2004) consideren els conodonts com a vertebrats similars en aparença a les modernes llamprees, opinió ratificada per estudis basats en anàlisi cladístiques (Donoghue et al, 2000). Aquesta anàlisi, però, adverteix que les formes primerenques de conodonts, els protoconodonts, semblen formar un clade a part dels conodonts més recents (paraconodonts i euconodonts). Segons Szaniawski (2002), els protoconodonts no tindrien cap relació amb els altres dos grups i pertanyerien a l'embrancament Chaetognatha, un grup de cucs depredadors marins del qual es té poc registre fòssil.

## Taxonomia
- Protoconodonta
- Conodonta
  - Paraconodonta
  - Euconodonta
    - Panderodontida
    - Prioniodontida
      - Prioniodinina
      - Ozarkodinina